# Pražská němčina
Pražská němčina (německy Prager Deutsch) je jazykovou variantou němčiny, kterou se mluvilo a psalo v Praze před rokem 1945. Její psaná forma z doby vlády Lucemburků hraje důležitou roli v dějinách německého jazyka pro svou vyvažující funkci mezi psanou hornoněmčinou Rakouska a Jižního Německa a východní středoněmčinou středního Německa, ze kterých se později vyvinul pravopis moderní spisovné němčiny (Hochdeutsch).

## Dějiny
V historickém vývoji pražské němčiny existovala čtyři období, která byla kulturně a jazykově autonomní.

### První období (1310–1415)
Za vlády Lucemburků byla Praha důležitým politickým a kulturním centrem, na jehož rozkvětu se vedle císařského dvora významně podílel německý patriciát. Ve stejné době se etablovala psaná čeština, která byla vyrovnanější a stabilnější než tehdejší psaná němčina. Z roku 1310 pocházejí první písemné prameny oficiální povahy související hlavně s městským právem, stanovami a městskými knihami, kde se v latinském textu vyskytují německé glosy. Jazykové jevy se blíží středohornoněmeckému pravopisu. Tato "pražská kancelářská němčina" je považována za důležitý vývojový mezičlánek při vzniku pravopisu moderní spisovné němčiny.

### Druhé období (1544–1620)
Náboženské změny husitského období se odrážely také v jazyce a to zvláště rozšířením vlivu češtiny, neboť pražské německé písemné prameny z let 1415–1546 se nedochovaly. Teprve pozdější městské knihy obsahují určitý podíl německých textů. Pražské němčině té doby chybějí znaky dialektu, nelze ji však označit jako východní středoněmčinu, neboť obsahuje i některé prvky hornoněmčiny. V lexiku se potom objevují převzatá česká slova nebo celé věty, např. Zwiegebet Lotrze, Sselmo, bodaj tie hrom zabil.

### Třetí období (1620–1860)
Po roce 1627 se pražská němčina ve své psané formě vyvíjela směrem k rakouské variantě. Pravopis ještě nebyl normativně určen, takže docházelo ke kolísání při psaní hlásek a v kvalitě vokálů. Typickým jevem nejen pro Prahu jsou apokopy, resp. ztráta neznělého -e nebo -en u substantiv. Vliv češtiny se pak projevuje např. nahrazováním českého š pomocí ss, např. sSprach, a dalšími lexikálními bohemismy.

### Čtvrté období (1861–1945)
Na konci 19. století byla pražská němčina považována za nejlepší němčinu rakousko-uherské monarchie. Tento jazyk používaly především vzdělané vrstvy, které za vzor považovaly spíše saskou než rakouskou němčinu. Vedle něj ovšem v téže době vznikaly sociolekty: "Kucheldeutsch", "Kuchelböhmisch" a "Mauscheldeutsch" (tj. žargon služebnictva, němčinou prokládaná čeština a žargon pražských Židů), kvůli nimž posléze upadající pražská němčina získala pověst groteskního jazyka. V roce 1910 bylo v Praze už jen 4,5% německojazyčného obyvatelstva, přesto zde vznikla literatura světové proslulosti. Spisovatelé jako Rainer Maria Rilke, Franz Kafka, Max Brod, Franz Werfel, Egon Erwin Kisch, Friedrich Torberg, Oskar Baum, Johannes Urzidil, Felix Weltsch a Paul Leppin, však podle některých germanistů používali specifický styl, který spíše než k pražské němčině odkazuje k jejich literárním vzorům. Johannes Urzidil k tomu dodává: "My pražští němečtí spisovatelé jsme psali a píšeme v jazyce, kterým přes den mluvíme, a to je čistá a nepokroucená spisovná němčina. Když jsme zasedli k psaní, nemuseli jsme nejprve přepnout z dialektu používaného přes den v životě a shonu k nějaké zvláštní němčině jiného druhu." Peter Demetz tuto skutečnost vysvětluje tím, že v Praze – na rozdíl od Brna – chyběl německý proletariát.

## Ukázka textu z posledního období
- „Wissen Sie schon, Frau Krause, daß meine Tontscha sich mit dem jungen Janda verlobt hat?“
- „Der, was Beamter bei der Unionbank ist? Da gratulier ich aber! Wissen Sie, geahnt habe ich es schon längst; denn man hat ihn nie ohne ihr gesehen und sie hat keinen Schritt ohne ihm gemacht.“
- „Ja, die beiden haben sich furchtbar gern. „Frau Rößler“, hat er zu mir gesagt, „glauben Sie ja nicht, daß ich Ihre Tochter nur wegen dem Gelde heirate, das sie mitbekomt“, hat er gesagt.“
- „Das ist ein schöner Zug von ihm! Und nur was wahr is': ein fescher Mann is' er!“
- „Gewiß. Aber warum, meine Tonscha ist kein hübsches Mädel? Wissen Sie, gestern, da hat sie sich den neuen Hut angezogen, ich sag' Ihnen: eine Puppe! Und gescheit is' sie! Und gebildet! Und häuslich erzogen! Alles habe ich ihr gelernt: kochen, nähen, bügeln alles! Sogar Klavier spielen kann sie.“[8]

## Charakteristika posledního období
Pražská němčina posledního období se od neutrální standardní formy odlišuje vedle některých lexikálních zvláštností především svou výslovností. Typickým znakem německého vokalismu v Praze byla absence zaoblených a smíšených vokálů, stejně jako sklon k otevřené výslovnosti ostatních vokálů. Také tyto jevy byly následkem jazykového kontaktu s češtinou, přičemž souhlásky byly z téhož důvodu vyslovovány měkčeji. Charakteristické bylo užití nepřízvučných závěrových hlásek p, t, k místo b, d, g. V pražských německých textech té doby se dále objevují četné syntaktické pragismy, např. chybné používání předložky auf (auf was brauchst du es? / na co to potřebuješ?) nebo větné vazby: ich würde liegen, das Haus möchte zusammenbrechen, ovlivněné českým kondicionálem "bych, bys, by" apod. V lexiku se potom vyskytuje řada slov a frází českého původu, např. Haubitze (houfnice), Popanz (bubák), Hallunke (holomek), Bissa (bič), Schmetten (smetana), Gasche (kaše), Pawlatsche (pavlač), einen Affen haben (mít opici).

## Pražské německé noviny
- Prager Oberpostamts-Zeitung, později Prager Zeitung.[10]
- Libussa (1802–1804), vlastenecký čtvrtletník
- Bohemia (1828–1938)
- Libussa (1851–1860)[11], ročenka (almanach)
- Lotos (1851–1942)[12], přírodovědný časopis
- Prager Tagblatt (1876–1939)
- Prager Abendblatt (1867–1918)[13]
- Prager Presse (1921–1939)
- Sozialdemokrat (1925–1938), hlavní list Německé sociálně demokratické strany dělnické v ČSR
- Beilage zu Rudý prapor (Rote Fahne) (1927–1928), později Rote Fahne (1934–1938), komunistický deník
- Prager Rundschau (1931–1939)
- Deutsche Volks-Zeitung (Praha), list německy hovořících komunistů v Československu
- Die Weltbühne, v letech 1934–1938 časopis vycházel v pražském exilu
- Der Neue Tag (1939–1945)[14], úřední list říšského protektora v Čechách a na Moravě
- Prager Abend (1939–1944), večerní vydání deníku Der Neue Tag
- Böhmen und Mähren (1940–1945), měsíčník, list říšského protektora v Čechách a na Moravě
- Aufbau und Frieden (1951–1965), týdeník, list německých pracujících v Československu, později Volkszeitung (1966–1968), později Prager Volkszeitung (1969–2005)
- Tschechoslowakei (1953–1960), později Sozialistische Tschechoslowakei (1961–1990)
- Im Herzen Europas (1958–1971), měsíčník, později Tschechoslowakisches Leben (1972–1992), později Tschechisches Leben heute (1993–1993)
- Informationsbulletin des Zentralkomitees der Kommunistischen Partei der Tschechoslowakei (1978–1989)
- Neue Prager Presse (1981–1990)
- Prager Zeitung (1991–)[15]
- Deutsches Blatt, příloha Lidových novin
- Aussenhandel der Tschechischen Republik (1993), později Wirtschaft und Handel in der Tschechischen Republik (1994–2009)
- Die Länder der böhmischen Krone (1994–1997)
- Plus (1994–)[16], Magazín Česko-německé obchodní a průmyslové komory
- Landes-Anzeiger (1995–1998), později Landes-Zeitung (1999–2014), později LandesECHO (2014–)[17]

Z Prahy vysílá mj. v němčině Český rozhlas Radio Praha.